# هنری ولتمن
هنری وُلتمن (انگلیسی: Henry Woltman؛ ‏ ۱۶ ژوئن ۱۸۸۹ – ۱ نوامبر ۱۹۶۴) متخصص مغز و اعصاب و نخستین متخصص این رشته در مایو کلینیک بود. سندرم مورش-وُلتمن و نشانه ولتمن در پزشکی به افتخار او نام‌گذاری شده است. جایزه هنری ولتمن نیز از سال ۱۹۶۶ همه ساله به یک دستیار یا فِـلوی برجسته مغز و اعصاب از سوی مایو کلینیک اهدا می‌شود.